# 黃緣蝦夷蟬
黃緣蝦夷蟬（学名：Auritibicen flavomarginatus）为蟬科蝦夷蟬屬下的一个种。